# Kanton Vincennes-Est
Kanton Vincennes-Est is een voormalig kanton van het Franse departement Val-de-Marne. Kanton Vincennes-Est maakte deel uit van het arrondissement Nogent-sur-Marne en telde 22.057 inwoners (1999).
Het werd opgeheven bij decreet van 17 februari 2014 met uitwerking in maart 2015.

## Gemeenten
Het kanton Vincennes-Est omvatte enkel een deel van de gemeente Vincennes.